# Tommy Svensson (football, 1955)
Pour les articles homonymes, voir Tommy Svensson.
Tommy Svensson est un footballeur suédois, né le 26 juin 1955. Actif dans les années 1970 et 1980, il évolue au poste d'attaquant.

## Carrière
Il fait partie du club suédois de l'IF Elfsborg de 1973 à 1983. Durant ces années, il dispute le championnat de Suède de football. Il devient notamment vice-champion de Suède en 1977 derrière le Malmö FF et troisième en 1979 et 1982. À son palmarès figure aussi une finale de Coupe de Suède de football en 1981.
Grâce aux places d'honneur obtenues en championnat, il participe aux compétitions européennes. Il inscrit ainsi des buts face au RC Strasbourg dans la Coupe UEFA 1978-1979 et face aux Polonais du Widzew Łódź dans la Coupe UEFA 1983-1984,,.

## Statistiques
Le tableau suivant comprend les statistiques de Tommy Svensson en championnat.
| Championnat               | Club        | Matchs | Buts | Référence |
| ------------------------- | ----------- | ------ | ---- | --------- |
| Championnat de Suède 1973 | IF Elfsborg |        |      | [ 5 ]     |
| Championnat de Suède 1974 | IF Elfsborg |        |      | [ 5 ]     |
| Championnat de Suède 1975 | IF Elfsborg |        |      | [ 5 ]     |
| Championnat de Suède 1976 | IF Elfsborg |        |      | [ 5 ]     |
| Championnat de Suède 1977 | IF Elfsborg | 22     | 5    | [ 6 ]     |
| Championnat de Suède 1978 | IF Elfsborg | 26     | 6    | [ 7 ]     |
| Championnat de Suède 1979 | IF Elfsborg | 7      | 2    | [ 8 ]     |
| Championnat de Suède 1980 | IF Elfsborg | 13     | 1    | [ 9 ]     |
| Championnat de Suède 1981 | IF Elfsborg | 9      | 0    | [ 10 ]    |
| Championnat de Suède 1982 | IF Elfsborg | 15     | 3    | [ 11 ]    |
| Championnat de Suède 1983 | IF Elfsborg | 6      | 1    | [ 12 ]    |